# Németh
A Németh régi magyar családnév. Népnév, amely etnikai hovatartozásra utal, jelentése „német”. Olyan személyekre alkalmazták, akik német nyelvterületről származtak vagy német nyelvet beszéltek. 2025-ben a 9. leggyakoribb vezetéknév Magyarországon 84 865 azt viselő személlyel.

## Eredete
A Németh családnév a magyar „német” szóból ered, amely a „néma” („nem beszélő”) kifejezésből alakult ki, utalva arra, hogy a német ajkúak nem beszélték a helyi magyar vagy szláv nyelveket. A szó valószínűleg szláv eredetű, hasonlóan más nyelvekben előforduló, „idegen” jelentésű nevekhez, például az arab „Ajam” („néma”, átvitt értelemben „perzsa”). A névben lévő „h” az egykori magyar helyesírás maradványa, gyakran nemesi családnevekben megőrződött.

## Formái
A Németh családnév leggyakrabban előforduló változatai:
- Nemeth
- Németi
- Némethy
- Német
- Nemath
- Namath
- Nemet
- Nimitz[1][4]

## Más nyelvekben
Hasonló etnikai eredetű családnevek:
- Deutsch, Deutscher (német)
- German, Germann (angol)
- Niemec, Niemiec (lengyel)
- Němec (cseh)

## Híres Németh nevű személyek

### Tudomány
- Németh Gyula (1890–1976) – nyelvész, turkológus, az MTA tagja
- Németh András (1942–) – vegyészmérnök, egyetemi tanár
- Németh Sándor (1944–) – matematikus, egyetemi tanár
- Németh György (1955–) – történész, egyetemi tanár
- Németh Júlia (1960–) – műkritikus, művészettörténész

### Sport
- Németh Angéla (1946–2014) – olimpiai bajnok gerelyhajító
- Németh Nyiba Sándor (1957–) – birkózó olimpikon, sportedző, író, zenész
- Németh Ádám (1982–) – labdarúgó-játékvezető
- Németh Dániel (2003–) – labdarúgó

### Politika
- Németh Márton (1847–1919) – politikus, országgyűlési képviselő
- Németh Miklós (1948–) – közgazdász, a rendszerváltás előtti utolsó magyar kormány miniszterelnöke
- Németh Szilárd (1964–) – politikus, a Fidesz alelnöke

### Színház- és filmművészet
- Németh Kristóf (1975–) – színész, szinkronszínész, színházigazgató
- Németh Attila (1974–) – színművész, énekes
- Németh Judit (1977–) – színművész

### Vallás
- Németh József (1927–2010) – református püspök
- Németh Sándor (1950–) – teológus, a Hit Gyülekezete alapítója

### Zene
- Németh Juliska (1924–1995) – énekesnő
- Németh Albert (1938–2020) – operaénekes
- Németh Juci (1981–) – énekesnő
- Németh Sándor Zoltán (1985–) – zeneszerző, zenész